# 渕脇レイナ
渕脇 レイナ（ふちわき れいな、1988年4月21日 - ）は、日本のレースクイーン、タレント。神奈川県出身。スタイルコーポレーション所属。女性アイドルグループ「JUICY」のメンバーでもある。

## 略歴
- 2007年、DUNLOPのキャンペーンガール「DIGICCO」のメンバーとしてデビュー。栗原海、吉野めぐみ、根本愛と共に1年間活動した。
- DIGICCO解散後、栗原海と共にスタイルコーポレーションに移籍。本格的にタレント・レースクイーン活動を開始する。
- 2009年3月、スーパー耐久イメージガール「JUICY」に就任。2010年も引き続きイメージガールを務める。
- 2011年、JUICYとしての活動を続ける一方、RQプロジェクト「sucre」（シュクレ）に参加。JIM GAINER→GAINERのレースクイーンを3年間務める。

## 人物
- 趣味：シール集め・スノボー・Blog
- 特技：Dance・料理
- 好きな色：ピンク・紫

### レースクイーン
- 2008年 GREEN TEC KUMHO サーキットレディ（SUPER GT）
- 2008年 フジテレビ 2008F1グリッドガール（F1）
- 2011年 JIM GAINERレースクイーン（SUPER GT）
- 2012年 - 2013年 GAINERレースクイーン（SUPER GT）
- 2014年 - 2015年 TEAM LMcorsa　TWSプリンセス（SUPER GT）

## 作品

### 映像作品
- Kiss（2013年5月29日、オルスタックソフト） - EAN 4580363345735。
- Kiss Me ～great legs～（2014年8月29日、グラッソ） - EAN 4515778510980。

## 出演

### テレビ
- NHK教育テレビ「高校講座」
- NHK教育テレビ「さわやか3組」
- TBS「さまぁ〜ず式」（2009年）
- TBS「オールスター感謝祭」（2009年4月4日、2010年4月3日） - アシスタント
- 日本テレビ「欽ちゃんの仮装大賞」（2009年5月5日） - バニーガール
- テレビ東京「解禁!暴露ナイト」（2012年10月 - 2014年3月） - レギュラー

### ラジオ
- TOKYO FM系全国ネット「DUNLOP FUTURE HITS」

### イベント
- 2007年 東京モーターショーDUNLOP FALKENステージ
- 2007年 大阪オートメッセDUNLOP FALKENステージ
- 2007年 SUPER GT DUNLOPブースステージ
- 2007年 中国上海モーターショーDUNLOPステージ
- 2012年 - 2014年 平中克幸 NEW YEAR PARTY（於：ジャスマックプラザザナドゥ）
2012年と2014年は桃原美奈、2013年は彩世めいと共にゲスト出演。
- 2013年 東京モーターショー BRIDGESTONEブースステージ
- 2013年 東京渋谷コレクション2013 -Winter&Trial-
- 2014年 東京オートサロン M'z SPEEDブース（共演：真野淳子、岬ゆうか、荒井華奈）

### 雑誌
- 三栄書房「GOLF TODAY」GTバーディ's（2012年 - 現在）